# دانيال كوساكوسكي
دانيال كوساكوسكي (بالإنجليزية: Daniel Kosakowski)‏ مواليد 21 فبراير 1992 في هونتينغتون بارك، هو لاعب كرة مضرب أمريكي بدأ مسيرته كمحترف سنة 2011 يلعب باليد اليمنى. أعلى تصنيف له في الفردي كان المركز الـ 230 في سنة 2013. أعلى تصنيف له في الزوجي كان المركز الـ 486 في سنة 2012.

## وصلات خارجية
- دانيال كوساكوسكي على موقع رابطة محترفي التنس (الإنجليزية)
- دانيال كوساكوسكي على موقع الاتحاد الدولي لكرة المضرب (الإنجليزية)
- دانيال كوساكوسكي على موقع خلاصة التنس.كوم (الإنجليزية)
- دانيال كوساكوسكي على موقع إي إس بي إن.كوم (الإنجليزية)

- الموقع الرسمي